# ホセ・フェルナンド・ヴィアナ・デ・サンタナ
フェルナンドン (Fernandão) こと、ホセ・フェルナンド・ヴィアナ・デ・サンタナ（ポルトガル語: José Fernando Viana de Santana, 1987年3月27日 - ）は、ブラジルとトルコ国籍のサッカー選手。ポジションはフォワード。トルコ名はフェルハン・ドウ（トルコ語: Ferhan Doğu）。

## クラブ歴

### ブラジル
地元リオデジャネイロ州のアメリカFCで、2006年にサッカー選手となった。2008年にトンベンセFCに移籍、9月にCRフラメンゴにレンタル移籍。翌年、ヴォルタ・レドンダFCにレンタル移籍し、カンピオナート・カリオカを戦った。2010年はマカエEFCにレンタル移籍。同年8月にはカンピオナート・ブラジレイロ・セリエCのパイサンドゥSCにレンタル移籍。2011年1月からはECデモクラタにレンタル移籍しカンピオナート・ミネイロを戦った。5月19日からはグアラニFCと7か月のレンタル移籍の契約を結んだものの、8月26日にはSEパルメイラスにレンタル移籍となった。パルメイラスでは同月28日のSCコリンチャンス・パウリスタ戦でハーフタイムから途中出場し初出場、決勝点も決めた。
2012年にアトレチコ・パラナエンセに完全移籍。2013年はECバイーアにレンタル移籍をした。

### トルコ

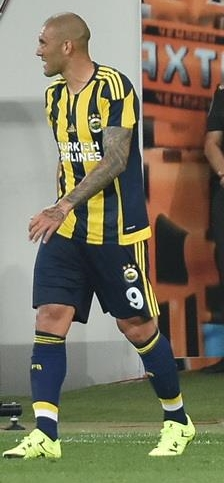
2016年、フェネルバフチェでのフェルナンドン

2014年1月にはスュペル・リグのブルサスポルにレンタル移籍し、エスキシェヒルスポルとのダービー戦で初出場、2得点をあげ3-1の勝利を演出した。
2014-15シーズンは22得点しスュペル・リグ得点王に輝いた。2015年5月22日のテュルキエ・クパス準決勝ではフェネルバフチェSK相手に得点、同クラブを破り決勝進出を決めた。12日後に行われたホームでの決勝戦はリーグを制覇したガラタサライ戦で、アレックス・ニコラオ・テレスが獲得したPKをゴールに流し込んだものの、3-2で敗れた。
2015年6月25日、フェネルバフチェに4年契約で移籍。7月28日のUEFAチャンピオンズリーグ 2015-16 予選のFCシャフタール・ドネツク戦で初出場を飾った。リーグ初出場は8月14日、エスキシェヒルスポル戦でペナルティエリアの端から得点をあげ、2-0の勝利に貢献した。その後、トルコ国籍を取得した。
2018年6月12日、アル・ワフダ・メッカに2年契約で移籍した。

## 代表歴
トルコ国籍を取得した彼はトルコ代表での出場を切望しているが、国際サッカー連盟の規定により帰化した国に移籍してから5年間はその国家の代表としてプレーする事が出来ないため、早くても2019年1月まではトルコ代表としての出場権を有していない。

## タイトル

### クラブ
フラメンゴ
- カンピオナート・カリオカ : 2008

パルメイラス
- コパ・ド・ブラジル : 2012

バイーア
- カンピオナート・バイアーノ : 2019, 2020

### 個人
- スュペル・リグ得点王 : 2014-15 (22得点)